# Roy Curvers
Roy Curvers (Haelen, 27 december 1979) is een voormalig Nederlands wielrenner die zijn gehele profloopbaan reed voor Team Sunweb en de voorgangers daarvan.

## Overwinningen
2004
Dorpenomloop Rucphen
2005
1e etappe Ronde van Midden-Brabant
2006
1e etappe Ronde van Midden-Brabant
2007
8e etappe Olympia's Tour
Eindklassement Ronde van Midden-Brabant
2011
Halle-Ingooigem
2018
Ridderronde Maastricht

## Resultaten in voornaamste wedstrijden
| Jaar | Ronde van Italië | Ronde van Frankrijk | Ronde van Spanje |
| ---- | ---------------- | ------------------- | ---------------- |
| 2008 |                  |                     |                  |
| 2009 |                  |                     |                  |
| 2010 |                  |                     |                  |
| 2011 |                  |                     | 156e             |
| 2012 |                  | 135e                |                  |
| 2013 |                  | 145e                |                  |
| 2014 |                  | 116e                |                  |
| 2015 |                  | 106e                |                  |
| 2016 |                  | 122e                |                  |
| 2017 |                  | 142e                |                  |
| 2018 | 128e             |                     |                  |
| 2019 |                  |                     |                  |

| Jaar | Milaan-San Remo | Gent-Wevelgem | Ronde van Vlaanderen | Parijs-Roubaix | Amstel Gold Race | Parijs-Tours | Brussels Cycling Classic |  | Wereldranglijsten |
| ---- | --------------- | ------------- | -------------------- | -------------- | ---------------- | ------------ | ------------------------ |  | ----------------- |
| 2008 |                 |               |                      | opgave         | 108e             | 12e          |                          |  |                   |
| 2009 |                 |               | 103e                 |                | opgave           | 31e          | 24e                      |  |                   |
| 2010 |                 | 20e           | 83e                  | buit.tijd      | 86e              | 19e          | 8e                       |  |                   |
| 2011 |                 | 20e           | opgave               | 83e            | 109e             | 9e           |                          |  |                   |
| 2012 |                 | opgave        | opgave               |                | opgave           | 13e          |                          |  |                   |
| 2013 | 104e            | opgave        | 81e                  | 78e            | 87e              | 74e          | 70e                      |  |                   |
| 2014 | 90e             | 101e          | 85e                  | opgave         | 117e             | 85e          |                          |  |                   |
| 2015 | 104e            | opgave        | 81e                  | 68e            | opgave           | 14e          | 16e                      |  |                   |
| 2016 | 125e            | 67e           | 65e                  | 71e            | 102e             | 30e          |                          |  |                   |
| 2017 | 146e            | opgave        | 90e                  |                | 98e              | 26e          |                          |  | 385e (UWT)        |
| 2018 | 140e            | 66e           | opgave               |                |                  |              |                          |  | 361e (UWT)        |
| 2019 | 134e            | opgave        | 107e                 | 75e            |                  | 38e          |                          |  |                   |

## Ploegen
- 2003 –  Van Hemert Groep Cycling (vanaf 17-4)
- 2004 –  Van Hemert-Eurogifts
- 2005 –  Eurogifts.com
- 2006 –  ProComm-Van Hemert
- 2007 –  Time-Van Hemert
- 2008 –  Skil-Shimano
- 2009 –  Skil-Shimano
- 2010 –  Skil-Shimano
- 2011 –  Skil-Shimano
- 2012 –  Team Argos-Shimano [a]
- 2013 –  Team Argos-Shimano
- 2014 –  Team Giant-Shimano
- 2015 –  Team Giant-Alpecin
- 2016 –  Team Giant-Alpecin
- 2017 –  Team Sunweb
- 2018 –  Team Sunweb
- 2019 –  Team Sunweb

1. ↑  Tot 30 maart heette de ploeg Project 1t4i, maar na het bekendmaken van de nieuwe sponsors werd de naam veranderd.